# Demistificator
Un demistificator este un individ care discreditează și contrazice pretenții ca fiind false, exagerate sau ridicole.  Termenul, care este evident derivat din verbele a mistifica și a demistifica, este strâns conectat cu investigarea sceptică în subiecte controversate așa cum ar fi OZN-uri, fenomene paranormale, en:cryptids, teorii conspirative, medicină alternativă precum și în cazul cercetărilor pseudoștiințifice.

## Demistificatori notabili
- Harry Houdini a demistificat spiritiștii.[1]
- James Randi a demistificat vindecătorii prin puterea rugăciunii, chirurgii cu mâinile goale, mediumii și pe alții care afirmau că ar avea puteri paranormale.[2]
- Martin Gardner, autor de matematică și de științe empirice care a demistificat pe larg parapsihologia.
- Ray Hyman, psiholog cunoscut pentru demistificarea unor studii parapsihologice.
- Penn & Teller demistifică scamatorii și iluzionism.[3] Ei au demistificat multe alte aspecte ale credințelor populare în spectacolul lor Penn & Teller: Bullshit!. Ei abordează similar alte câmpuri ale studiului științific serios, cum ar fi încălzirea globală.
- Philip Klass a fost un pionier al scepticismului științific asupra OZN-urilor.[4]
- Donald Menzel a fost precursorul lui Philip Klass în demistificarea OZN-urilor.
- Carl Sagan a demistificat așa-zise întâlniri de gradul al treilea cum ar fi răpirea lui Betty și Barney Hill și pseudoștiință, cum ar fi cartea lui Immanuel Velikovsky Worlds in Collision.[5]
- Phil Plait demistifică astrologia și scenariile apocaliptice.
- Stephen Barrett a întemeiat Quackwatch și scrie despre înșelătoriile medicale.[6]

## Organizații
- Committee for Skeptical Inquiry
- The Skeptics Society
- The MythBusters, a program on the Discovery Channel.  Two former special effects technicians, Jamie Hyneman and Adam Savage, use modern technology to test the validity of urban legends.
- The National Institute of Standards and Technology debunked the World Trade Center controlled demolition conspiracy theories.
- Popular Mechanics has released several publications also debunking 9/11 conspiracy theories, in particular those mentioned in Loose Change.
- Snopes debunks or validates urban legends.
- Quackwatch
- SourceWatch
- The website Bad Astronomy, by the American astronomer Phil Plait, debunks astrology and other myths related to the sky.